# Kings Park, Bournemouth
Kings Park är en park i Storbritannien.   Den ligger i riksdelen England, i den södra delen av landet, 150 km sydväst om huvudstaden London. Kings Park ligger 26 meter över havet.
Terrängen runt Kings Park är platt. Havet är nära Kings Park söderut.  Närmaste större samhälle är Bournemouth, 3,6 km sydväst om Kings Park. 